# Bushinengue
Les Bushinenge, parfois aussi appelés Busikonde sama d'après le terme en nenge tongo, sont des peuples des Guyanes descendant de communautés marronnes, c'est-à-dire ayant fui loin des esclavagistes afin de vivre avec un certain degré d'indépendance et d'autonomie. Ainsi, les ancêtres Bushinengués ont en commun d'avoir été déportés d'Afrique par des marchands d'esclave aux XVIIe et XVIIIe siècles pour travailler dans les plantations du Suriname. Les différentes cultures marrones des Guyanes ont des éléments en commun, par exemple la fonction de gran man, mais ont chacune leurs propres langues et traits particuliers.

## Peuples
| Sous-groupe           | Population totale 2018, | au Suriname | en Guyane | ailleurs (surtout États-Unis et Europe) |
| --------------------- | ----------------------- | ----------- | --------- | --------------------------------------- |
| Boni (ou Aluku)       | 35 000                  | 400         | 32 000    | 2 600                                   |
| Saamaka               | 115 500                 | 70 000      | 35 500    | 10 000                                  |
| Pamaka                | 11 000                  | 2 100       | 6 900     | 2 000                                   |
| Okanisi (ou Djuka)    | 115 500                 | 58 000      | 47 000    | 10 500                                  |
| Kwinti                | 1 200                   | 1 050       | —         | 150                                     |
| Matawai               | 8 500                   | 8 100       | —         | 400                                     |
| Total des Bushinengue | 263 300                 | 139 750     | 99 200    | 24 350                                  |

### Pamaka
Les Paramacas ou Paramaccan sont un peuple bushinengué vivant dans la forêt intérieure du Suriname. Ils sont également présents en Guyane française dans la région du Maroni. Leur région d'origine comprend les îles Langa Tabiki et de Badaa Tabiki, au large d’Apatou.

### Matawai

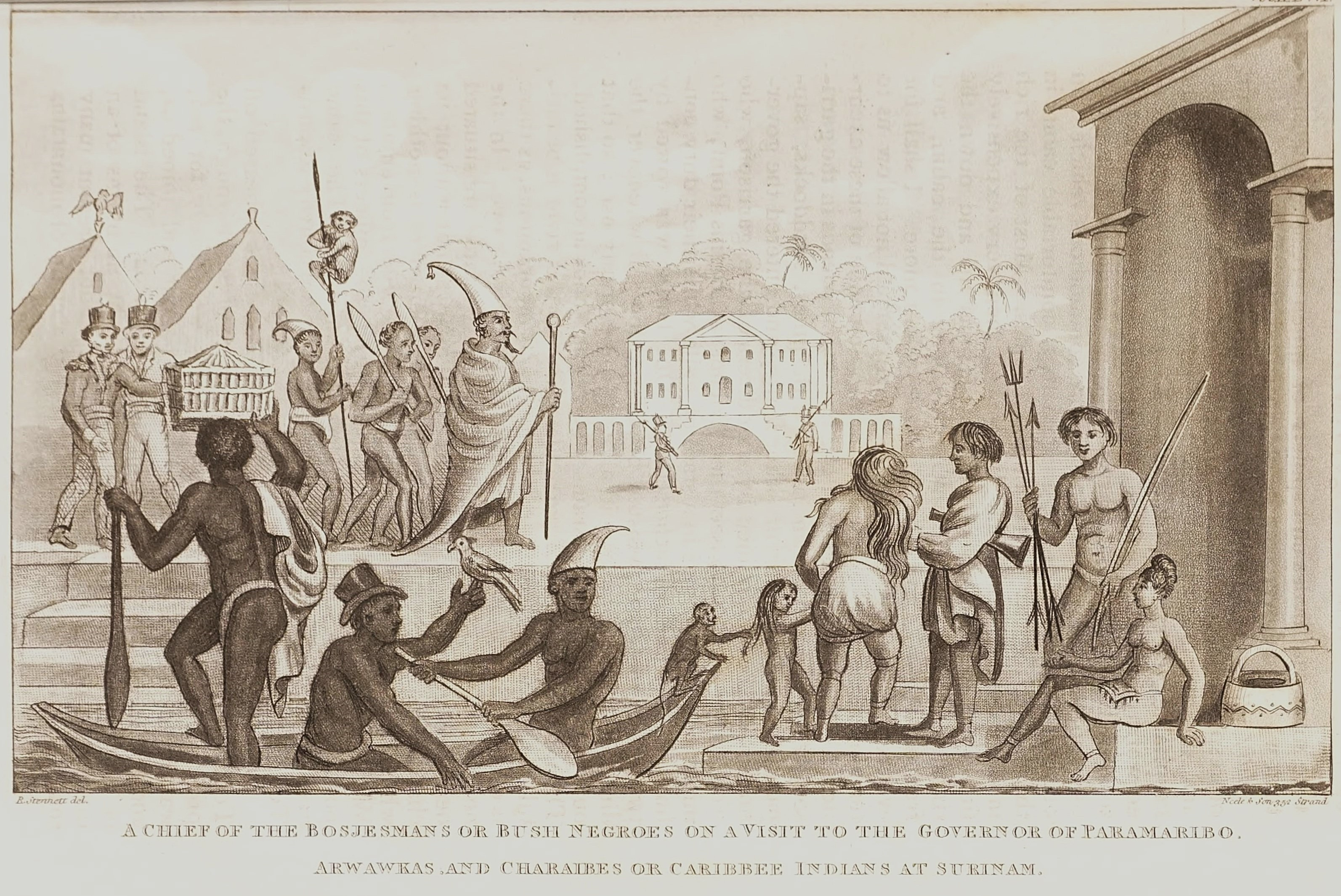
Chef des Bushinengue en visite au gouverneur de Paramaribo, dans la colonie de Guyane néerlandaise, vers 1808.

Les Matawai sont une population de Bushinengue , anciens esclaves ayant « marronné » et s'étant installée dans l'intérieur du Suriname. Ils sont proches des Saramaca. Leur langue qui est un créole est également appelée matawai.
En 1762, le traité avec les Saramaka et les Matawai est signé : c'est le second traité des Provinces-Unies avec des Noirs marrons sur le cours supérieur du fleuve Suriname. Ce traité diffère légèrement de celui de 1760 (avec les Ndjuka) et comprend l'obligation d'informer le gouvernement de leurs établissements (ainsi que ceux des autres Noirs marrons et des Amérindiens) avec l'interdiction faite aux Saramaka de conclure des traités avec les Ndjukas. Puis, malgré ce traité, les Matawai ayant repris leurs attaques contre les plantations, le traité Matawai est signé en 1769. Son contenu n'est pas exactement connu, mais selon Scholtens, il contient des dispositions similaires à celui de 1762. En 1838, les Pays-Bas renouvellent le traité de pays de 1769, en obligeant les Matawai à demeurer où ils sont, en précisant le territoire de chacun, en leur interdisant tout contact avec de nouveaux marrons, et à négocier des traités avec d'autres Noirs marrons. En échange, ils reçoivent des biens qu'ils doivent chercher à Paramaribo. Les chefs reconnaissent l'autorité du roi des Pays-Bas et des autorités qu'il désigne.

## Histoire commune

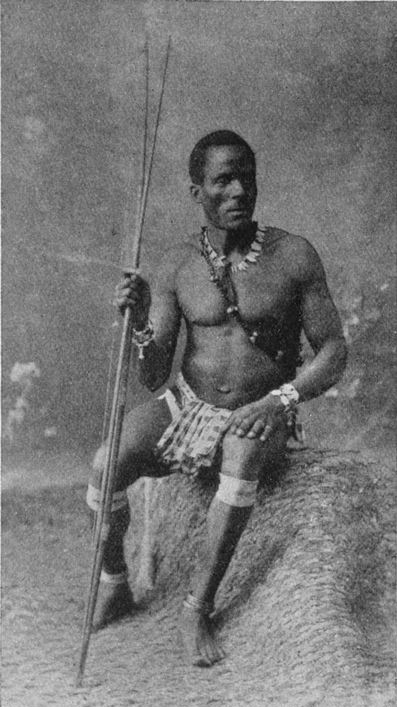
Homme Saamaka en 1910.

Les Businenge sont issus, pour la plupart, du marronnage c'est-à-dire des descendants des esclaves marrons de la Guyane hollandaise. Les ethnologues ont identifié plusieurs groupes : Saamaka, Matawai, Kwinti, Okanisi (ou Djuka), Aluku (Boni) et Pamaka. Ils ont créé des sociétés autonomes, situées à 50 km ou 200 km de l'océan, selon les sites, « en marge du monde colonial, à l’intérieur des terres du Surinam, le long du fleuve Maroni et du Tapanahoni. ».

### Débuts auXVIIesiècle
Dès le XVIIe siècle, de nombreux esclaves prennent la fuite, aidés par l'immensité de la forêt amazonienne environnante dans laquelle ils peuvent trouver refuge.
Le territoire est colonisé par les Anglais en 1651, menés par Anthony Rowse venu de la Barbade, avec 500 plantations de sucre où travaillaient 1 000 blancs rapidement rejoints par 2 000 esclaves noirs. En 1652, un second contingent arrive d'Angleterre, avec Lord Francis Willoughby de Parham, qui inspecte la colonie pour organiser sa défense. En 1654, les Anglais s'emparent de la Guyane française ; en 1656, des colons juifs hollandais reviennent à Cayenne et construisent la première sucrerie. Francis Willoughby de Parham est ensuite emprisonné en 1655 et 1657 pour avoir participé à des intrigues royalistes.
La colonie compte environ 175 plantations pour une population de plus de 4 000 personnes (esclaves inclus), lorsque, le 27 février 1667, des Néerlandais envahissent la colonie sous le commandement d'Abraham Crijnssen et avec l'aide d'esclaves marrons cachés dans la jungle. Deux mille Anglais quittent le Suriname, menés par Thomas Modyford, pour la Jamaïque, d’où la forte similarité du patois jamaïcain avec la langue des noirs marrons, en effet lors du départ des anglais pour la Jamaïque, quelques esclaves de maisons seraient partis avec les anglais, mais échouent à emmener les techniciens juifs, citoyens anglais.
Huit ans après, les Néerlandais votent en 1675 des lois pour protéger les droits des Amérindiens et Noirs marrons, espérant pacifier le territoire.
Une série de traités sont conclus par les Hollandais en 1682-1683 avec trois ethnies amérindiennes, accusées de harceler la colonie du Suriname et d'organiser des évasions d'esclaves, et un groupe de fugitifs noirs appelés Coopemine Marroons ou Condie Marroons, conséquence de ce qui est alors décrit comme une guerre amérindienne démarrée en 1678, dix ans seulement après la prise de contrôle des Hollandais. Elle est provoquée par l'intrusion des Européens trop profondément à l'intérieur des terres et un conflit commercial entre Anglais et Hollandais.
Cette série de traités correspond à la fondation d'une société du Suriname, contrôlée pour un tiers par le vice-amiral Corneille van Aarsen (Surinam) et sa famille, le restant appartenant à la Compagnie néerlandaise des Indes occidentales et la ville Amsterdam, qui l'utilisent comme un homme de paille. Lors de sa création en 1682, il n'y a plus que cinquante plantations et 1 200 Blancs.
Corneille van Aarsen (Surinam) limite à trois coups de fouet les châtiments aux esclaves et fait interdire les mariages mixtes, puis en 1686 fait la paix avec les amérindiens. Mais il est assassiné en 1688 par quelques-uns des 300 soldats à qui il a voulu imposer des lois strictes.
Dès 1687, peu avant sa mort, après six ans de gouvernance, on évoque la libéralisation de la traite négrière, débattue depuis des années, en exigeant que les transactions aient lieu en public afin de percevoir le prélèvement nécessaire. En janvier 1687, sur 485 esclaves embarqués, 420 arrivèrent vivants dans la colonie.
Corneille van Aarsen (Surinam) avait encouragé les huguenots et labadistes français à s'installer. Les familles Crommelin, Texier, Nepveu, Coutier, De Cheusses et De Rayneval ont fondé les sites « La Liberté », « La Confiance », « L'Espérance », « Mon Plaisir », « Mon Trésor », « À la Bonne Heure » et « Retraite de maman ». Mais ses successeurs font l'inverse : en seulement dix ans, le nombre d'esclaves augmente de 45 % alors que la population blanche est divisée par deux : alors qu'en 1684, il y a 3 332 noirs pour 652 blancs, un rapport de un à cinq, en 1695, les noirs sont 4 618 contre 379 blancs, soit un rapport de un à quinze.
Mais ce n'est qu'en 1714 que l'offre d'esclaves devient régulière, avec trois voyages par an de 300 à 500 esclaves à bord chacun. Le nombre de plantations passe de 50 en 1683, à 80 en 1684, à 128 en 1704, à 171 en 1713 et 400 en 1730, dont 115 juives soit environ un quart. De son côté le nombre d'esclaves passe de 3 226 à 13 000 en cinquante ans.
Dès 1690, les Bushinengue se sont constitués en groupe : les Saramaca s'installent sur les bords du fleuve Suriname, les Djukas se réfugient à proximité de la rivière Tapanahoni, un petit groupe d'entre eux restant néanmoins proche des plantations, en amont de la rivière Cottica. Toujours à la même période, les Matawai s'installent quant à eux près du fleuve Saamaka.
Il y avait alors, au sein d’une même plantation, un brassage d’esclaves d’ethnies et de langues différentes . Malgré cela, les fuyards, grâce à l'aide des Amérindiens avec lesquels ils furent durablement proches, ont résisté aux troupes coloniales, parvenant même pour certains à signer des traités de paix; leurs révoltes ont aussi causé la répression par l'intimidation et l'usage du fouet. En Guyane hollandaise, tout planteur pouvait décider la mise à mort d’un esclave à condition de « payer une somme de cinq cents florins ».

### Essor auXVIIIesiècle
Ce mouvement de marronnage prend de l'ampleur tout au long du XVIIIe siècle, et des raids sont menés contre les plantations. La menace semble sérieuse pour les planteurs et la colonie hollandaise et il est décidé de conclure des traités.
La société de plantation a des rites religieux. Le jus de canne fermenté, boisson des ancêtres, est consommé dans toutes les grandes cérémonies. Les planteurs juifs au Surinam représentent un tiers de la population en 1787. 
Le testament du planteur Johan van Scharphuizen (1689-1696), influent gouverneur du Surinam, précise que ses esclaves travaillent seulement cinq jours et peuvent cultiver et vendre, les samedi et dimanche. Ils se révoltent le 6 juillet 1707 lorsque Jonas Witsen, leur nouveau propriétaire, tente de limiter cette liberté. Les descendants de marrons ne considèrent pas le vendredi comme jour ouvrable: ils n'ont pas le droit ce jour-là d'aller en forêt ni de se consacrer aux activités agricoles mais celui de chasser ou récupérer des outils.

#### Signature des premiers traités en 1730
Les premiers traités sont signés en 1730, et sont entérinés en 1761 avec les Djuka, en 1762 avec les Saamaka et en 1767 avec les Matawai.
Ces traités prévoient d'offrir à ces peuples, ou plutôt de reconnaître leur liberté, leur territoire et leur organisation sociale. En échange, ils doivent aider les autorités coloniales à empêcher tout nouveau mouvement de marronnage de se développer en le combattant.

#### Les révoltes des «marrons» après 1760
Les révoltes des « marrons » s'intensifie après 1760 et contribuent aux crises financières. L'apogée de cette colonie hollandaise, dont la production est dominée par la canne à sucre, même si ce n'est pas la plus importante par le volume brut, a lieu dans la première moitié du siècle. Le pic des exportations de sucre, en volume, est atteint lors des années 1741-1742. Cette plante est la plus résistante aux variations climatiques et bénéficie d'un réseau de canaux. À partir de 1720, de plus en plus de planteurs du Suriname produisent le café et le cacao. En 1686 est planté le premier cacaoyer, en 1721 le premier caféier et en 1735 le premier buisson de coton. Amsterdam importe 93 % de son sucre, 99 % de son café (après 1724) et 87 % de son cacao (après 1740). Le prix du café y baisse à partir de 1761.
L'historien Fernand Braudel a montré que le « vaste système hollandais a traversé, à partir des années 1760, plusieurs crises graves, paralysantes. Des crises qui se ressemblent toutes et paraissent liées à des crises du crédit ». Willem Gideon Deutz, banquier et bourgmestre d'Amsterdam, fonde le 1er mai 1753 une société de prêt au capital d'un million de florins, porté ensuite à 3,57 millions de florins, lançant un système qui va représenter 51 millions de florins répartis en 187 « négociations » pour les seules colonies hollandaises des Antilles. Ces crises fragilisent l'économie surinamienne, dans la seconde moitié du XVIIIe siècle, en raison de leur caractère spéculatif. Le volume total des prêts consentis au Suriname, 36 millions de florins sur 41 ans, de 1753 à 1794, ne représente pourtant qu'environ 6 % des revenus de la colonie avec un intérêt de 5 ou 6 %.
Vers 1760, trois groupes de marrons signent des traités de paix avec les colons hollandais. Un quatrième, les Boni, né au début du XVIIIe siècle, harcèle les colons pendant trente ans. Il est dirigé à partir de 1765 par Bokilifu Boni, chef de guérilla des Nègres marrons du Suriname, fils d’un Hollandais et d'une africaine esclave, répudiée par la suite. Les révoltes des « marrons » et des esclaves ont lieu sur un grand nombre de plantations, de 1760 jusqu'à 1770 environ, soit trente ans après le premier traité.
Jusqu'à l'année 1770, de petites attaques visent essentiellement à se procurer de la nourriture. Puis les chefs Boni et surtout Baron infligent aux colons « des pertes sérieuses et leur enlèvent de nombreux esclaves ».
Pour y faire face, les colons sont regroupés en milices, assistées à partir de 1773 par un contingent de fusiliers-marins dirigé par le colonel Louis Henri Fourgeoud, venu de Genève. Son armée lancée dans la jungle comprend 1 200 soldats d'Europe épaulés par toutes les forces créoles disponibles.
Louis Henri Fourgeoud bat les Marrons en 1775 mais perd 90 % de ses hommes. Mais il s’attaque plusieurs fois, sans succès, à Fort Bookoo : une place forte entourée d'un mur de 4m de haut, en environnement marécageux dans la région côtière de Commewijne, accessible via un chemin secret créé sous l’eau invisible depuis la rive. Parmi ses hommes, John Gabriel Stedman en tira un livre. Les Boni utilisent aussi la forteresse naturelle de Bonidoro.

### Migration de la fin duXVIIIesiècle
Pour se protéger, les Boni vont vers la rive française, traversent le fleuve Maroni et s'installent dans la crique Siparouini. Les colons français les évaluent à 8 000 à 10 000 au lieu de 2 000 à 3 000 en réalité, vers 1778. Le baron de Bessner, ancien gouverneur de la Guyane française, propose de fonder, pour les Boni et Djuka, des villages reconnus et légaux  approchés par des missions.
En 1786, une délégation à Cayenne négocie une promesse de protection et d'armes. Mais de 1788 à 1791 des conflits opposent les deux groupes de Marrons qui craignent chacun d'être coupés de la côte. En 1793, les Boni s'installent à nouveau en Guyane française car deux traités successifs voulus par les Hollandais, en 1791 et 1809, mettent les Bonni sous la tutelle Djuka.
Ainsi, trois nouveaux groupes se forment avant la fin du XVIIIe siècle : les Boni (ou Alukus), les Paramacas et les Kwinti. Des luttes ont lieu entre ces différentes communautés, comme celle qui opposera Djuka et Boni. En effet, tenus par la signature des traités, les Djuka poursuivent les Boni en fuite jusqu'à la rivière Marouini, affluent du Maroni au sud de la Guyane, et massacrent un grand nombre de fuyards dont leur chef homonyme, Boni, à qui ils coupent la tête lors d'une ultime grande bataille en 1793. Les survivants sont estimés entre 100 et 150.
Depuis 1790 et jusqu'en 1860, les Djuka empêchent tout voyageur d'entrer en contact avec les Boni et ces derniers ne peuvent pas descendre vers l'aval du Maroni.
Vers 1830, les Boni tentent de s'installer sur l'Oyapock mais cette tentative se solde par un échec et la tuerie de Cafesoca en 1837. Il faudra donc attendre 1860 pour voir les Boni venir s'installer sur le Maroni, dans sa partie appelée Lawa.

### Bushinengués de la Guyane
Les Boni survivants s'installent donc sur le fleuve Maroni, et la France leur offre officiellement l'hospitalité en 1892. Aujourd'hui, c'est la seule communauté bushinenguée de nationalité française. Le groupe est réparti en sept villages traditionnels : Kotika (rive surinamienne), L’Enfant Perdu et Assissi, Agodé, Loka, Kormontibo et Papaïchton. On retrouve des communautés boni également à Apatou et Maripasoula, et de plus en plus sur le littoral.
De nombreux Saamaka assurent le transport fluvial en Guyane dès l'abolition de l'esclavage au Suriname en 1863. C'est alors le début de la ruée vers l'or et ils s'installent sur le Sinnamary, la Mana et l'Approuague. Réputés pour leur technique de conduite de pirogues, ils s'imposent et deviennent des transporteurs fluviaux incontournables. Avec la raréfaction de l'or et la diminution des emplois dans le transport fluvial, ils se tournent vers d'autres activités forestières, l'extraction de balata et de bois de rose. En 1883, des accords mettent en place un système administratif particulier pour les Saamaka qui leur confère une autonomie et un statut privilégié. Ils restent pourtant sous l'autorité légale du chef suprême Saamaka au Suriname. Au début des années 1960, les offres d'emploi se concentrent dans la construction du barrage hydroélectrique à Afobaka, puis la construction du Centre Spatial à Kourou prend la relève au milieu des années 1960.
Certains Djuka se sont installés très tôt le long du Maroni, fleuve frontière avec le Suriname, dans la région de Grand-Santi. Beaucoup ont traversé la frontière lors de la guerre civile qui secoua le Suriname dans les années 1980.
Les Paamaka sont installés en Guyane principalement dans la région de Providence, sur le fleuve Maroni.

## Société

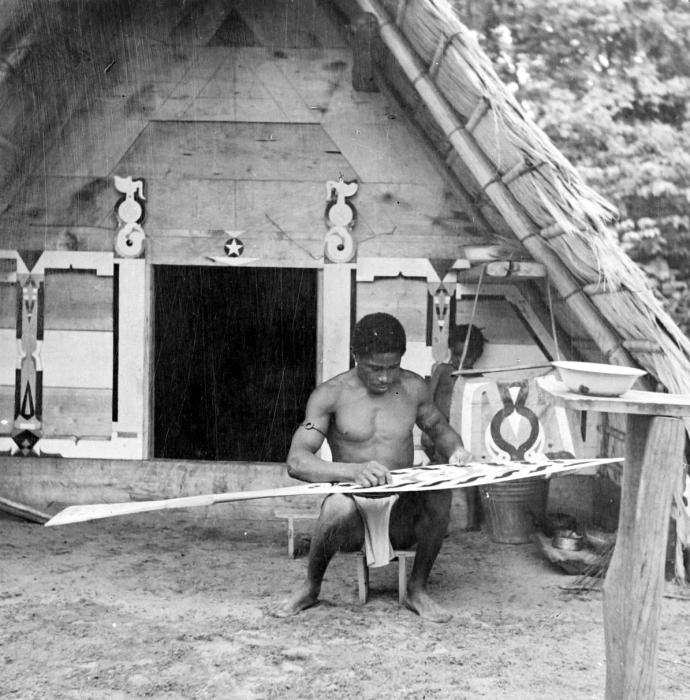
Maison et artisan boni en 1948.

Ils vivent principalement de chasse, de pêche et de culture sur abattis. Certains se lancent dans des activités d'entrepreneurs en orpaillage (et non plus seulement d'ouvriers) et de vente d'objets aux touristes. Leur société est centrée autour de la famille et du Gran-Man, chef spirituel et religieux qui peut être une femme, détenant les pouvoirs de juge, sage et conciliateur. Les villages et les localités éloignées bushinengués du côté français sont représentés par un capitaine ou un Gran Man auprès de l'Administration. L'abolition de l'esclavage a mis fin à leur traque, mais l'orpaillage a généré une exploitation d'hommes sous-payés. Le RSA apporte parfois un appoint économique non négligeable, mais comme les Amérindiens, ils sont assez peu représentés par les élus départementaux et régionaux… En 2017, les électeurs de Guyane française ont élu pour la première fois un député bushinengué (Ndyuka) : Lénaïck Adam.
Ce peuple est parfois aussi désigné péjorativement sous le nom de Bosch.

## Langues bushinenguées
Les langues des Saamaka, Matawai et Kwinti sont des langues créoles à base lexicale portugaise. Et celles des Okanisi (Ndjuka), Aluku (Boni) et Paamaka, des créoles à base lexicale anglaise, forment l'ensemble dit nenge tongo. Elles ont reçu les apports de langues amérindiennes, européennes et africaines.
En revanche il y a notamment 7 autres langues méconnues du grand public tels que: Amanfu, Kumantie, Papa, Loanga, Anklibenda, Akoopina, Ampuku qui sont des langues directement ramenés d’Afrique par les premiers esclaves importés, ces langues ont été enrichi par des rajouts de mot de toutes les 6 communautés Bushinenge pour mieux se comprendre depuis les siècles passés[réf. souhaitée].

## Culture
L'art musical et l'art tembé jouent un rôle capital dans la vie sociale et spirituelle. Le tembé est un art pictural et sculptural qui sert à la fois de décoration et de moyen de communiquer. Il se compose de lignes et de formes géométriques enlacées qui symbolisent le rapport de l'homme au monde et à l'environnement naturel. Le tembé est présent sur les pangi, ces tissus brodés utilisés en robe ou pagne, sur les frontons et aux portes des maisons traditionnelles, sur les pirogues, les pagaies ou les bancs et jusque dans les coiffures des femmes.
Les variétés de riz cultivées portent les noms de femmes ancêtres du temps de l'esclavage.
La musique n'a de véritable signification que mise en interaction et en interrelation notamment avec un lieu, une circonstance et un contexte spécifique ou même un objet consacré. Elle est intimement liée avec la danse. La musique constitue l'élément moteur qui régule un ensemble de relations complexes.